# Chris Horner
Chris Horner (ur. 23 października 1971 w Okinawa, Japonia) – amerykański kolarz szosowy, zawodnik profesjonalnej grupy Lupus Racing Team dywizji UCI Continental Teams.
Największym sukcesem kolarza jest zwycięstwo w wyścigu Vuelta a España (2013). Horner odnosząc ten triumf miał dokładnie 41 lat i 338 dni, dzięki czemu stał się najstarszym w historii zawodnikiem, który wygrał wyścig zaliczany do tzw. Wielkich Tourów (Giro d’Italia, Tour de France, Vuelta a España). Poprzednio palmę pierwszeństwa dzierżył Belg Firmin Lambot, zwycięzca Tour de France z 1922 roku.
Pozostałymi większymi sukcesami Amerykanina są triumfy w innych prestiżowych wyścigach wieloetapowych: Vuelta al País Vasco (2010) i Tour of California (2011).

## Najważniejsze osiągnięcia
- 2000
  - 1. miejsce w Tour de Langkawi
  - 1. miejsce w Redlands Bicycle Classic
- 2002
  - 1. miejsce w Redlands Bicycle Classic
  - 1. miejsce w USA Cycling National Racing Calendar
  - 1. miejsce w Sea Otter Classic
  - 2. miejsce w mistrzostwach USA (jazda ind. na czas)
- 2003
  - 1. miejsce w USA Cycling National Racing Calendar
  - 1. miejsce w Tour de Georgia
  - 1. miejsce w Redlands Bicycle Classic
- 2004
  - 1. miejsce w USA Cycling National Racing Calendar
  - 1. miejsce w Sea Otter Classic
  - 1. miejsce w Redlands Bicycle Classic
  - 9. miejsce w mistrzostwach świata (jazda ind. na czas)
- 2005
  - 5. miejsce w Tour de Suisse
    - 1. miejsce na 6. etapie
- 2006
  - 1. miejsce na 2. etapie Tour de Romandie
- 2007
  - 15. miejsce w Tour de France
- 2009
  - 2. miejsce w Tour de l’Ain
- 2010
  -  1. miejsce w Vuelta al País Vasco
    - 1. miejsce na 6. etapie

  - 9. miejsce w Tour de France
- 2011
  - 1. miejsce w Tour of California
    - 1. miejsce na 4. etapie
- 2012
  - 2. miejsce w Tirreno-Adriático
  - 13. miejsce w Tour de France
- 2013
  -  1. miejsce w Vuelta a España
    - 1. miejsce na 3. i 10. etapie
    -  1. miejsce w klasyfikacji kombinowanej

  - 2. miejsce w Tour of Utah
    - 1. miejsce na 5. etapie

  - 6. miejsce w Tirreno-Adriático
- 2014
  - 2. miejsce w Tour of Utah

## Starty w Wielkich Tourach
| Grand Tour | 2005 | 2006 | 2007 | 2008 | 2009 | 2010 | 2011 | 2012 | 2013 | 2014 |
| ---------- | ---- | ---- | ---- | ---- | ---- | ---- | ---- | ---- | ---- | ---- |
| Giro       | -    | -    | -    | -    | DNF  | -    | -    | -    | -    | -    |
| Tour       | 33.  | 61.  | 14.  | -    | -    | 9.   | DNF  | 13.  | -    | 17.  |
| Vuelta     | -    | 20.  | 36.  | -    | DNF  | -    | -    | -    | 1.   | -    |